# De Scott Evans
De Scott Evans (né le 28 mars 1847 et mort le 4 juillet 1898) est un peintre américain qui a peint des toiles relevant de plusieurs genres. De son vivant, il était connu pour ses portraits de jeunes femmes et ses tableaux de genre. Après sa mort, plusieurs trompe-l'œil lui ont été attribués. Il meurt le 4 juillet 1898 dans le naufrage de La Bourgogne, paquebot-poste de la Compagnie générale transatlantique, avec plus de 500 autres passagers et membres d'équipage.

## Principales œuvres

### Portraits et tableaux de genre
- 1881 : L'Horloge de grand-père (Grandfather's Clock)
- Autour de 1887 : Soirée d'hiver à Lawnfield (Winter Evening in Lawnfield)
- 1887 : La Connaisseuse (The Connoisseur)
- 1891 : En arrangeant les roses roses (Arranging Pink Roses)

### Trompe-l'oeil attribués à titre posthume
- Années 1880 : La Question irlandaise ( The Irish Question)
- Vers 1885 : Marguerites (Daisies)
- Vers 1890 : Deux pommes suspendues (Two Hanging Apples)
- Vers 1890 : Échantillons gratuits, prenez-en un (Free Sample, Take One)
- Autour de 1890 : Une nouvelle variété, goûtez-en une (A New Variety, Try One)
- Vers 1890 : Hommage à un perroquet (Homage to a Parrot)
- Date inconnue : Hachette en trompe-l'œil (Hatchet Trompe L'Œil)

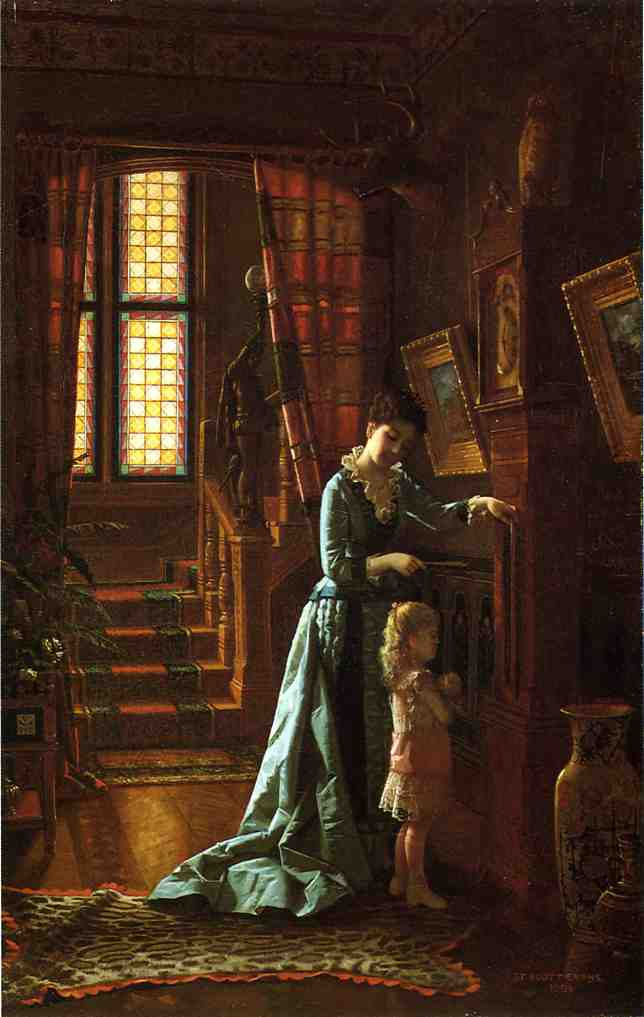
L'Horloge de grand-père, 1881.
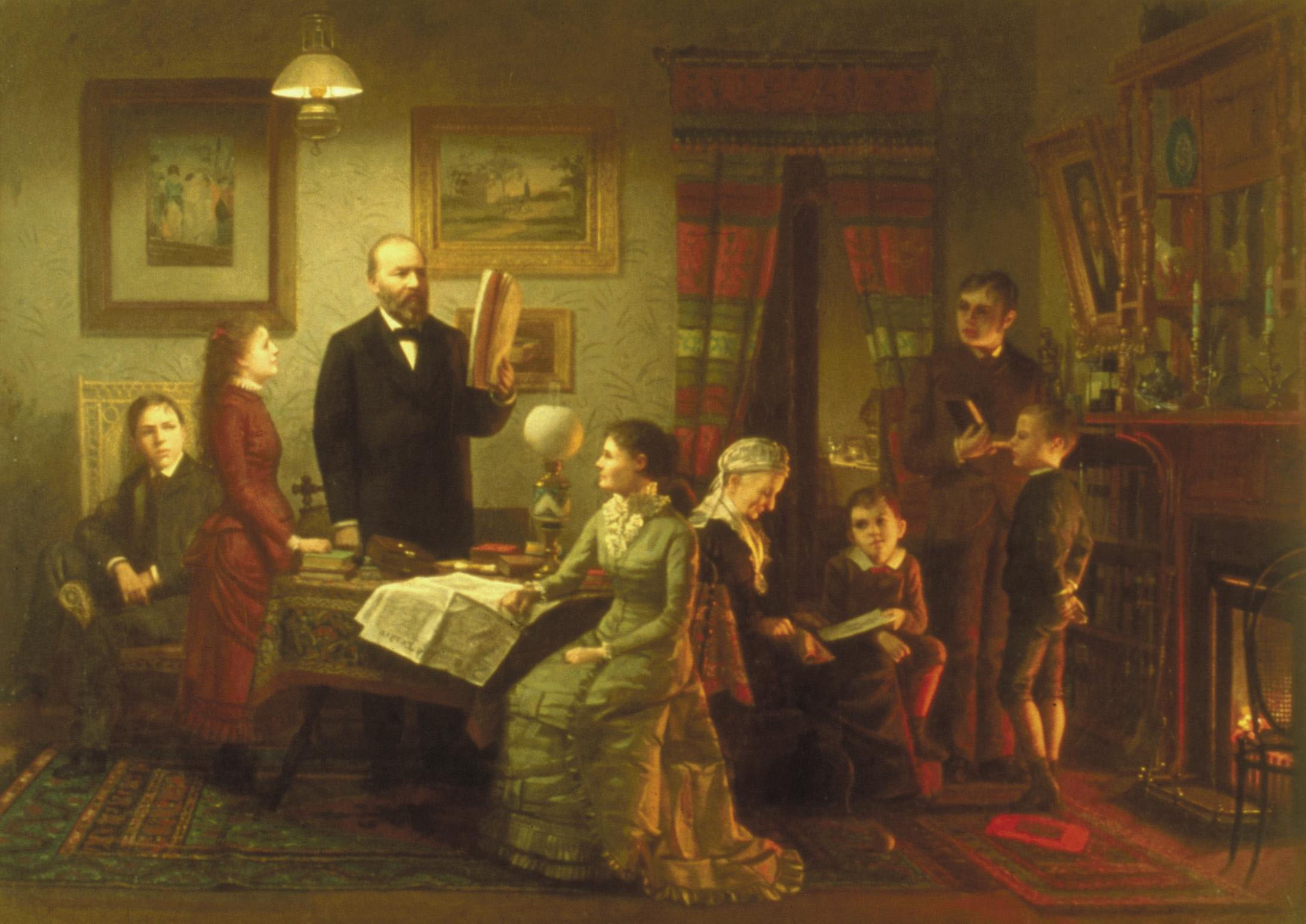
Soirée d'hiver à Lawnfield, entre 1881 et 1887.
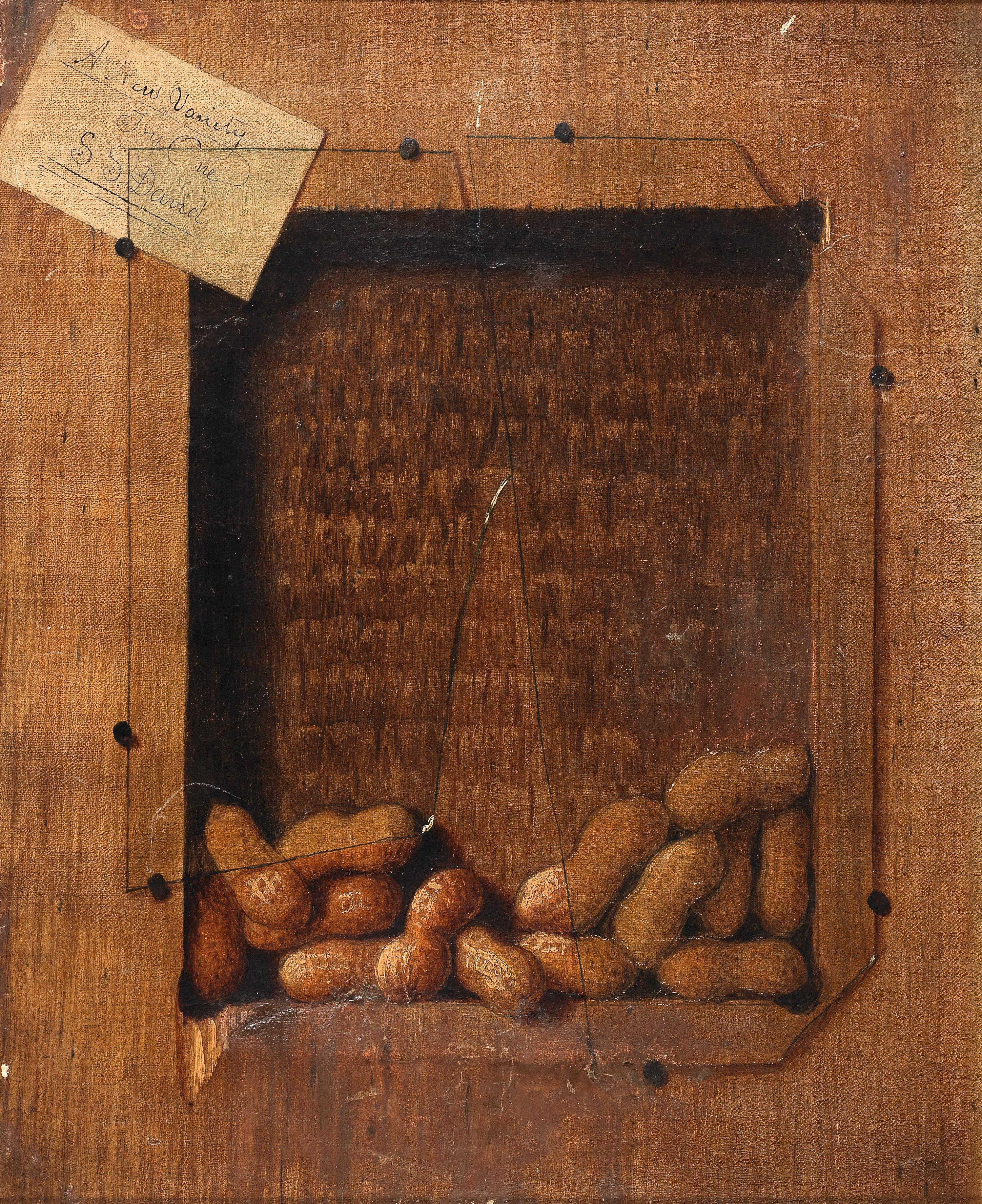
Une nouvelle variété, goûtez-en une, vers 1890.